# Trash
Trash — вісімнадцятий студійний альбом гурту Alice Cooper. Виданий 1989 року лейблом Epic. Загальна тривалість композицій становить 40:14. Альбом відносять до напрямку хард-рок.

## Список пісень
1. Poison 4:29
2. Spark in the dark 3:52
3. House of fire 3:47
4. Why trust you 3:12
5. Only my heart talkin' 4:47
6. Bed of nails 4:20
7. This maniac's in love with you 3:48
8. Trash 4:01
9. Hell is living without you 4:11
10. I'm your gun 3:47